# Боривоје С. Стојковић
Боривоје С. Стојковић (Забрежје, 1909 — Дубровник, 1984) био је српски театролог и професор. Аутор је најобимнијег дела о историји српског позоришта Историја српског позоришта од средњег века до модерног доба у пет томова.

## Биографија
Рођен у Забрежју код Обреновца, где је његов отац радио као учитељ. Основну школу и Гимназију завршио у Ваљеву. На Филозофском факултету у Београду студирао Југословенску књижевност и упоредну историју светских књижевности са теоријом књижевности. Покренуо лист Књижевна критика 1927. године (изашло шест бројева). Пише књиге Историјски преглед српске позоришне критике (Сарајево, 1932) и Историја српског позоришта 1833 – 1936 (Ниш, 1936), коју је наградила Српска краљевска академија из Фонда Николе Чупића. Одлази као стипендиста француске владе одлази у Париз где проучава француску позоришну уметност, а потом пише докторску тезу Утицај француског позоришта на српско позориште и драму, код ментора Павла Поповића. Ради као суплент II мушке гимназије у Сарајеву, до јесени 1934. када је пемештен у Мушку гимназију у Нишу, а потом бива именован за управника и главног редитеља Народног позоришта Моравске бановине у Нишу.
По повратку у Београд, од 1937. до 1939. ради као професор III и IV гимназије у Београду, истовремено пишући књижевне критике у дневном листу Правда и као књижевни и позоришни критичар у часописима Летопис Матице српске и Глас Матице српске. Рат 1941. године затиче га поново на месту управника нишког позоришта, где као резервни официр, бива заробљен. Провео је четири године у немачким логорима у Нирнбергу и Хамелбургу, где је водио заробљеничко позориште као редитељ и упавник. По повратку из заробљеништва, па све до пензионисања 1974. године, ради као професор IV гимназије у Београду.
Сарадник је Енциклопедије Југославије, у издању Лексикографског завода у Загребу, за област позоришта, позоришне историје и књижевности, са мноштвом библиографских јединица.

## Најважнија дела
- Историјски преглед српске позоришне критике, (Сарајево, 1932)
- Историја српског позоришта 1833 – 1936, (Ниш, 1936)[6]
- Великани српског позоришта, (Београд, 1983)
- Историја српског позоришта од средњег века до модерног доба (Београд, 1977) 1-5 [7]